# Pizzo Peloso
Der Pizzo Peloso ist ein Berg im Schweizer Kanton Tessin zwischen dem Onsernone-Tal und dem Maggia-Tal. Der Gipfel liegt auf 2064 m ü. M. Nachbargipfel im Süden ist der Pizzo della Croce.
Es gibt keinen offiziellen Weg auf den Pizzo Peloso. Ein Weg quert jedoch seine Nordflanke vom nordwestlich gelegenen Pass dala Bássa (1804 m) zum östlich gelegenen Passo della Maggia (1973 m). Von hier aus muss der Gipfel weglos erstiegen werden. Nach der SAC-Wanderskala entspricht dieser Anstieg einem Schwierigkeitsgrad T3 bis T4. Von Berzona (Valle Onsernone) muss man mit ca. 5 Stunden bis auf den Gipfel rechnen.